# Åland Post
Åland Post AB (bis 2016 Posten Åland) ist das Postunternehmen auf den zu Finnland gehörenden Åland-Inseln. Das Unternehmen ist wie ein öffentliches Unternehmen organisiert, untersteht aber der Åländischen Landschaftsregierung.

## Geschichte
Lange Zeit bestand die Tätigkeit der Post nur in der Postbeförderung zwischen Finnland und Schweden. Die ersten Postämter wurden in Kastelholm und Eckerö eröffnet. 1866 wurde dann ein Postamt in Mariehamn errichtet. 1809 wurde das Postwesen vom russischen Zarenreich übernommen, anschließend vom Großfürstentum Finnland.
Viele der Postämter wurden Anfang des 20. Jahrhunderts eröffnet. Die Republik Finnland übernahm schließlich 1917 das Postwesen.
Åland erhielt seine eigenen Briefmarken erst 1984, die bis zum 31. Dezember 1992 in Zusammenarbeit mit der finnischen Post herausgegeben wurden. Am 1. Januar 1993 übernahm die Behörde von Åland den Postbetrieb und die Post wurde der Regierung der Inseln unterstellt.